# Heterotaxis valenzuelana
A Heterotaxis valenzuelana é uma espécie de orquídeas imediatamente identificável por sua vegetação parecida com um leque de folhas verde acinzentadas que dão a impressão de estarem recobertas por uma camada empoeirada. Produz pequenas flores amarelas.
Trata-se de uma espécie longamente conhecida, originalmente descrita por Achille Richard sobre espécime coletado em Cuba, em 1850, com o nome de Pleurothallis valenzuelana, em 1907 foi transferida por Nash para o gênero Maxillaria, recebendo então o nome Maxillaria valenzuelana, pelo qual ainda é amplamente conhecida dos colecionadores de orquídeas.
Publicação da espécie: Heterotaxis valenzuelana (A.Rich.) Ojeda & Carnevali, Novon 15: 581 (2005).

## Etimologia
O epíteto é uma homenagem ao coletor de orquídeas cubano que descobriu esta espécie no século XVIII.

## Sinônimos

### Homotípicos
- Basônimo: Pleurothallis valenzuelana A.Rich. em R.de la Sagra, Hist. Fis. Cuba, Bot. 11: 234 (1850).

Maxillaria valenzuelana (A.Rich.) Nash, Bull. Torrey Bot. Club 34: 121 (1907).
Marsupiaria valenzuelana (A.Rich.) Garay, Arch. Jard. Bot. Rio de Janeiro 12: 183 (1953).

### Heterotípicos
- Dicrypta iridifolia Bateman ex Rchb.f., Bonplandia (Hannover) 2: 16 (1854).

Maxillaria iridifolia (Bateman ex Rchb.f.) Rchb.f., Bonplandia (Hannover) 2: 16 (1854).
Marsupiaria iridifolia (Bateman ex Rchb.f.) Hoehne, Arq. Bot. Estado São Paulo, n.s., f.m., 2: 71 (1947).
- Dicrypta irisphyta Barb.Rodr., Gen. Spec. Orchid. 1: 126 (1877).

## Distribuição

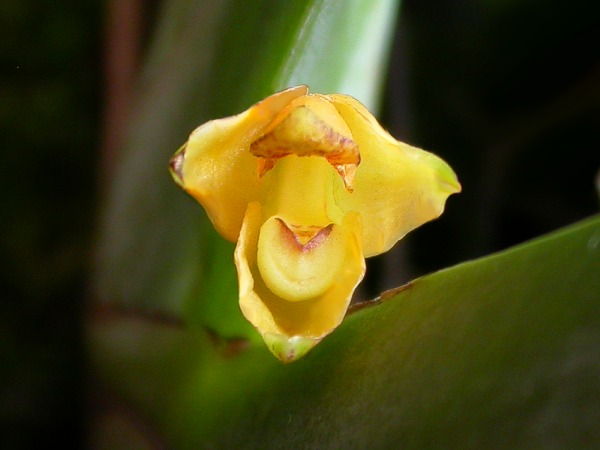
Heterotaxis valenzuelana - vista frontal da flor

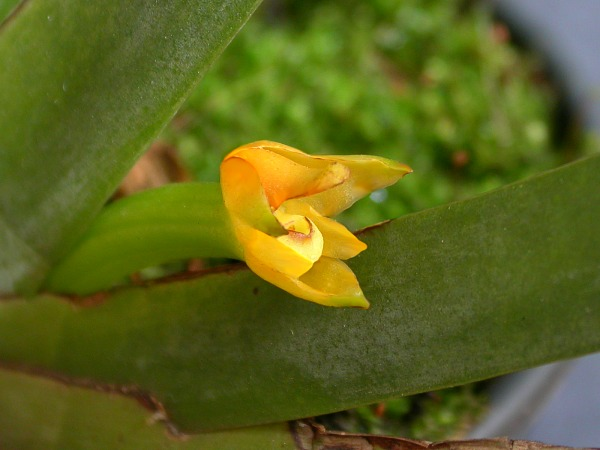
Heterotaxis valenzuelana - vista lateral da flor

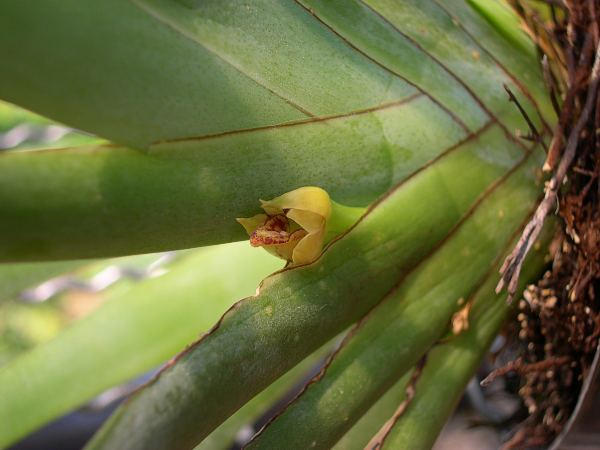
Heterotaxis valenzuelana - detalhe das folhas e inflorescência

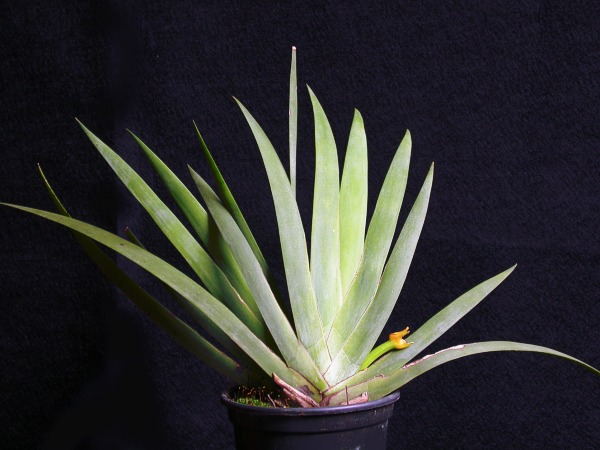
Heterotaxis valenzuelana - planta

- Brasil: MG, SC, PR, SP, RJ, MG e MS.
- América Central: Costa Rica, Guatemala, Honduras, Nicaragua e Panamá.
- Caribe: Cuba.
- América do Sul: Venezuela, Colombia e Equador.

## Habitat e hábito
É planta de porte médio, e crescimento cespitoso, epífita; no Brasil habita as matas secas do sudeste e centro-oeste, sempre em locais moderadamente sombreados.

## Comentários
Por mais de 50 anos esta espécie foi conhecida no Brasil como Maxillaria (ou Marsupiaria) iridifolia pois pensava-se que, pelo fato de estar geograficamente isolada da Heterotaxis valenzuelana, seria espécie diferente. Recentemente foi descrita uma variedade menor, do Peru, com o nome de Heterotaxis microiridifolia.